# Piano delle Mandre
Piano delle Mandre este o arie protejată (arie specială de conservare — SAC, sit de importanță comunitară — SCI) din Italia întinsă pe o suprafață de 333 ha, integral pe uscat.

## Localizare
Centrul sitului Piano delle Mandre este situat la coordonatele 39°57′17″N 16°15′16″E / 39.954823°N 16.254445°E.

## Înființare
Situl Piano delle Mandre a fost declarat sit de importanță comunitară în octombrie 2013 pentru a proteja 3 specii de animale. Situl a fost protejat și ca arie specială de conservare în ianuarie 2017.

## Biodiversitate
Situată în ecoregiunea mediteraneană, aria protejată conține 4 habitate naturale: Păduri de fag din Apenini cu Abies alba și păduri de fag cu Abies nebrodensis, Râuri mediteraneene cu debit intermitent, cu specii de Paspalo-Agrostidion, Păduri panonice-balcanice de stejar turcesc - stejar sesil, Pajiști uscate seminaturale și facies de acoperire cu tufișuri pe substraturi calcaroase (Festuco-Brometalia) (* situri importante pentru orhidee).
La baza desemnării sitului se află mai multe specii protejate:
- păsări (2): potârnichea de stâncă (Alectoris graeca), ciocârlie de pădure (Lullula arborea)
- mamifere (1): lupul (Canis lupus)

Pe lângă speciile protejate, pe teritoriul sitului au mai fost identificate 3 specii de plante.